# 기예르모 델 토로

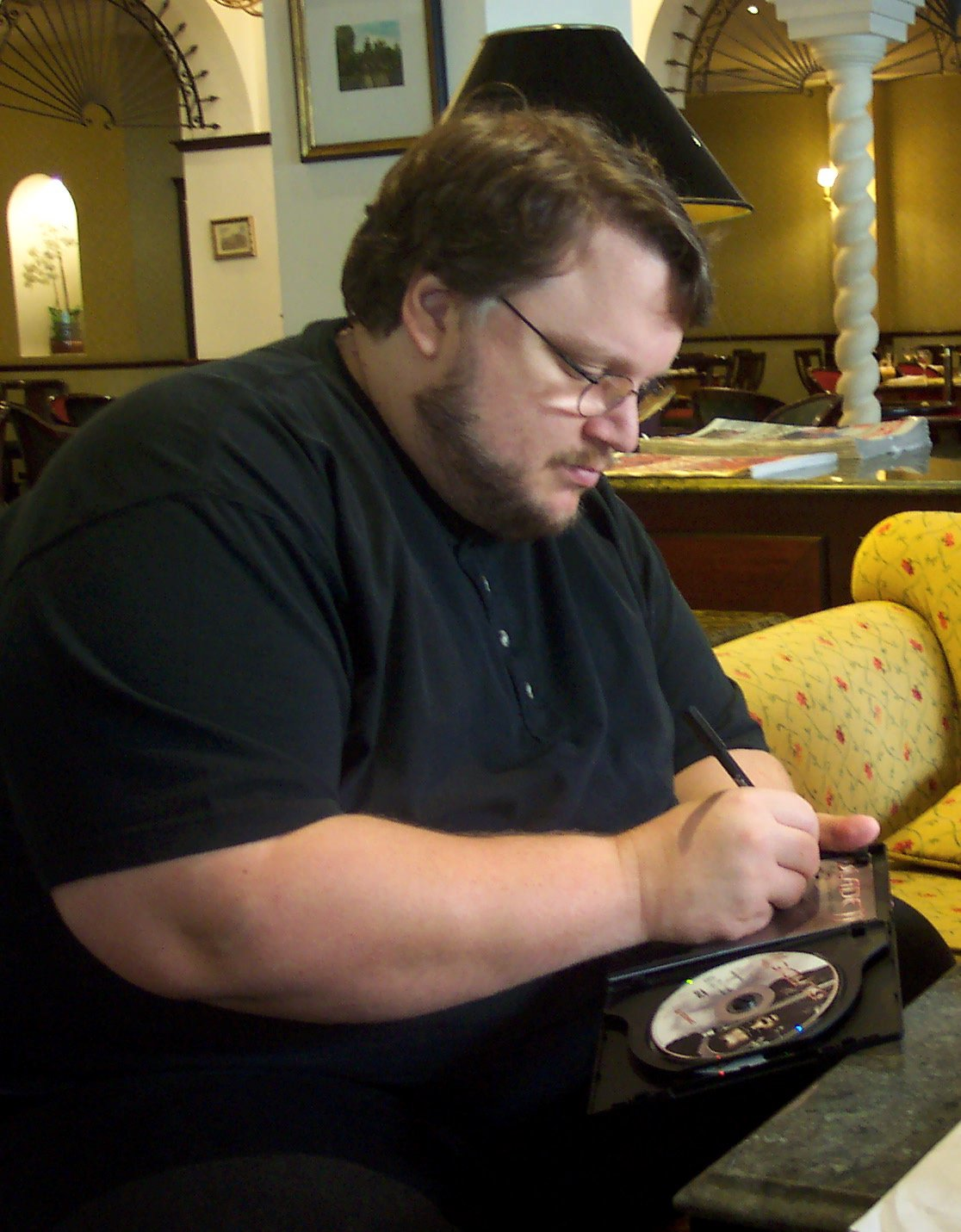
2002년 1월, 스페인의 한 잡지 인터뷰 사진.

기예르모 델 토로(스페인어: Guillermo del Toro, 스페인어 발음: giˈʝermo ðel ˈtoɾo ˈɣomes, 1964년 10월 9일 ~)는 멕시코의 영화 감독, 각본가, 제작자, 그리고 소설가이다. 《헬보이》영화 시리즈, 《블레이드 2》, 《판의 미로》를 만든 감독으로 잘 알려져 있다.
제74회 베네치아 국제 영화제에서 영화 《셰이프 오브 워터: 사랑의 모양》를 통해 황금사자상을 수상했다. 제75회 골든 글로브 시상식에서 영화 《셰이프 오브 워터: 사랑의 모양》을 통해 감독상을 수상했으며, 제90회 아카데미상에서는 작품상과 감독상을 수상했다.

## 생애
기예르모 델 토로는 1964년 멕시코, 할리스코주, 과달라하라에서 태어났다. 과달라하라 대학교에서 학업을 마친 뒤 그는 영화계 특수 효과 분야에서 약 8년 정도 경력을 쌓았다. 1993년 델 토로는 자신이 감독한 첫 장편 영화《크로노스》(Cronos)를 만들었고, 이 영화는 프랑스 칸 영화제에서 비평가 상을 받았다. 1997년 할리우드의 영화사 미라맥스와 3천만 달러에 계약을 맺고, 두 번째 장편 영화《미믹》(Mimic)을 만듦으로써 할리우드로 진출하는 계기가 되었다.
2001년작 《악마의 등뼈》(스페인어: El Espinazo del Diablo)와 2006년작《판의 미로 : 오필리아와 세 개의 열쇠》를 통해 스페인 내전이란 배경, 권위주의 독재 정권에서 겪는 순수한 아이들의 위험을 판타지로 승화시켜 표현하였고, 이는 세계적으로 커다란 비평적 성과를 거뒀다. 2002년작《블레이드 2》, 2004년작《헬보이》, 2008년작《헬보이 2: 골든 아미》(Hellboy II: The Golden Army)를 통해 미국 수퍼히어로 영화에서도 뛰어난 재능을 펼쳤다.
델 토로는 알폰소 쿠아론, 알레한드로 곤살레스 이냐리투와 함께 "멕시코 쓰리 아미고 (스페인어: Trío de Amigos, Cineastas Mexicanos; 영어: Mexico Three Amigos; 한국어: 세 친구)"로 불리며 멕시코 영화의 신기수로 거론되어 오고 있다. 이들 세 명은 오랜 기간 우정을 쌓으며 함께 영화 작업을 해 오고 있으며, 2008년에는 영화사 "차차차 필름 (스페인어: Cha Cha Chá Producciones; 영어: Cha Cha Cha Films)"을 공동으로 설립하기도 하였다.
2009년 6월, 그는 미국인 작가 척 호건(Chuck Hogan)과 함께 쓴 뱀파이어 공포 소설《스트레인》(The Strain)을 출간하였다.

### 근황
2010년 , 델 토로는 피터 잭슨 감독의《반지의 제왕 3부작》 후속으로 "호빗 시리즈"를 기획하고 있는 것으로 알려져 있다.

## 작품 특징
기예르모 델 토로는 거의 모든 작품을 판타지 장르로 만들었다. 미국의 팀 버튼, 영국의 테리 길리엄 등과 더불어 기괴하고, 어두운, 그로테스크 스타일을 추구하는 것으로 잘 알려져 있다. 평화롭고 아름다운 판타지 세계를 그리는 것이 아닌, 지하 세계, 지옥, 악마, 뱀파이어, 괴물, 곤충 등을 주로 다루며, 암울하면서도 독창적인 세계관을 그려 오고 있다. 장기간 특수 효과 분야에서 경력을 쌓은 만큼 미술 감독에게 의존하기보단 캐릭터와 무대 등의 상당 부분을 본인이 직접 디자인해 오고 있기도 하다.
오래전부터 그는 주로 촬영 감독에 기예르모 나바로(Guillermo Navarro), 괴물 역할 전문 배우에 더그 존스, 페데리코 루피(Federico Luppi), 론 펄먼, 그리고 제작자 버사 나바로(Bertha Navarro) 등과 함께 작업해 오고 있다.

## 작품 목록
| 연도          | 한국어 개봉명                       | 스페인어 개봉명        | 영어 개봉명                       | 담당             | 비고                                                     |
| ------------- | ----------------------------------- | ---------------------- | --------------------------------- | ---------------- | -------------------------------------------------------- |
| 2011          | * 어둠 또 다른 시작                 |                        | Don't Be Afraid of the Dark       | 각본, 제작       | 트로이 닉시 감독 작품                                    |
| 2010          | * 줄리아의 눈                       | Los Ojos de Julia      | Julia's Eyes                      | 제작             | 기옘 모랄레스 감독 작품                                  |
| 2010          | 뷰티풀                              | Biutiful               |                                   | 제작             | 알레한드로 곤살레스 이냐리투 감독 작품                   |
| 2009          | 스플라이스                          |                        | Splice                            | 기획             | 빈센조 나탈리 감독 작품                                  |
| 2009          | 어머니와 아이                       |                        | Mother and Child                  | 기획             | 로드리고 가르시아 감독 작품                              |
| 2009          | 라비아                              | Rabia                  |                                   | 제작             | 세바스티안 코르데로 감독 작품                            |
| 2008          | 러프 앤 벌거                        | Rudo y Cursi           | Rough and Vulgar                  | 제작             | 카를로스 쿠아론 감독 작품                                |
| 2008          | 그녀가 외출했던 동안                |                        | While She Was Out                 | 기획             | 수잔 몬포드 감독 작품                                    |
| 2008          | 헬보이 2: 골든 아미                 |                        | Hellboy II: The Golden Army       | 감독, 각본       |                                                          |
| 2008          | 하찮은 것들                         | Cosas Insignificantes  | Insignificant Things              | 제작             | 안드레아 마르티네즈 감독 작품                            |
| 2007          | 애니 헬보이: 아이언 슈즈            |                        | Hellboy Animated: Iron Shoes      | 제작             | 《헬보이》의 스핀오프, OVA 단편 애니메이션               |
| 2007          | 오퍼나지 : 비밀의 계단              | El Orfanato            | The Orphanage                     | 제작             | 후안 안토니오 바요나 감독 작품                           |
| 2007          | 애니 헬보이: 피와 철                |                        | Hellboy Animated: Blood and Iron  | 제작             | 《헬보이》의 스핀오프, 애니메이션 시리즈                 |
| 2006          | 애니 헬보이: 폭풍의 검              |                        | Hellboy Animated: Sword of Storms | 제작             | 《헬보이》의 스핀오프, 애니메이션 시리즈                 |
| 2006          | 판의 미로 : 오필리아와 세 개의 열쇠 | El Laberinto del Fauno | Pan's Labyrinth                   | 감독, 각본, 제작 | - 칸 영화제 경쟁 부문 출품 - 《악마의 등뼈》와 자매 영화 |
| 2004          | 크로니카스                          | Crónicas               | Chronicles                        | 제작             | 세바스티안 코르데로 감독 작품                            |
| 2004          | 헬보이                              |                        | Hellboy                           | 감독, 각본       |                                                          |
| 2002          | 진지한 킬러                         | Asesino en Serio       | I Murder Seriously                | 기획             | 안토니오 우르티아 감독 작품                              |
| 2002          | 블레이드 2                          |                        | Blade II                          | 감독             |                                                          |
| 2001          | 악마의 등뼈                         | El Espinazo del Diablo | The Devil's Backbone              | 감독, 각본, 기획 | 《판의 미로》와 자매 영화                                |
| 1998          | 마력                                | Un Embrujo             | Under a Spell                     | 제작             | 카를로스 카르레라 감독 작품                              |
| 1997          | 미믹                                |                        | Mimic                             | 감독, 각본       |                                                          |
| 1993          | 크로노스                            | Cronos                 | Cronos                            | 감독, 각본, 제작 | - 칸 영화제 메르세데스-벤츠 수상 - 델 토로의 감독 데뷔작 |
| * 미완성 작품 |                                     |                        |                                   |                  |                                                          |

카메오

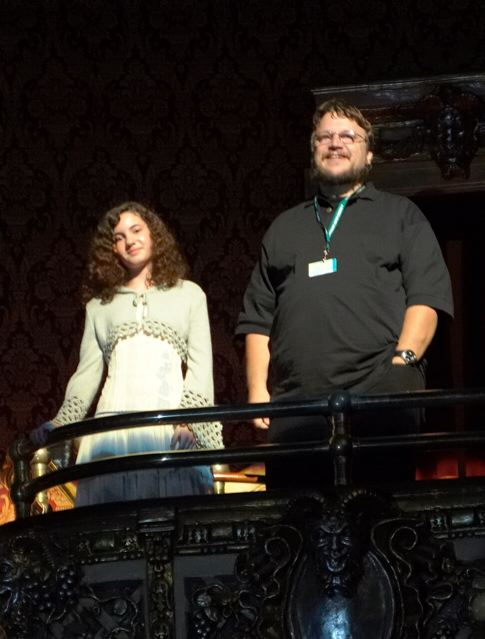
2006년 9월, 캐나다, 토론토에서의
《판의 미로》 시사회 사진.
이바나 바쿠에로와 기예르모 델 토로.

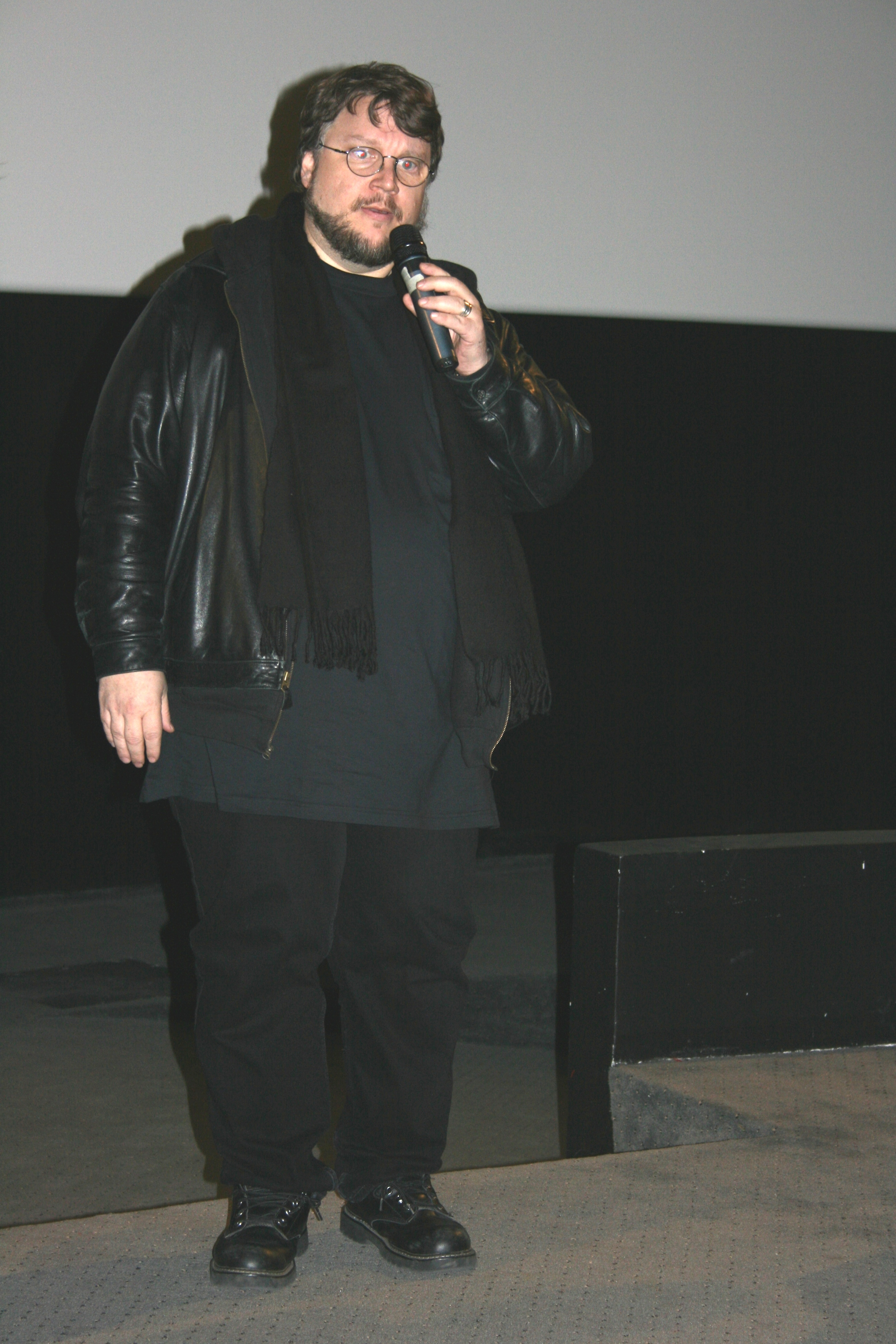
《오퍼나지 : 비밀의 계단》
시사회에서의 모습,
2008년 1월 사진.

- 2008년 《007 퀀텀 오브 솔러스》(007 Quantum of Solace) - 목소리 출연
- 2007년 《다이어리 오브 더 데드》(Diary of the Dead) - 목소리 출연
- 2004년 《헬보이》(Hellboy) - 핼러윈 데이, 용 의상을 입은 남자 역
- 2000년 《불파이터》(Bullfighter) - 불보이 역
- 1993년 《크로노스》(Cronos) - 개와 함께 걷는 남자 역

## 저서
- Toro, Guillermo del & Hogan, Chuck. (2009-06-25). 《스트레인》(The Strain) 1부 & 2부.
문학 동네. 번역 조영학. 총 328 & 320 쪽. ISBN 978-89-546-0825-1 & ISBN 978-89-546-0826-8.[30][31][32]

## 같이 보기
- 알폰소 쿠아론
- 알레한드로 곤살레스 이냐리투
- 차차차 필름

### 읽을거리
- Earles, Steve. (2009). 《The Golden Labyrinth: The Unique Films of Guillermo Del Toro》. Hereford, England: Noir Publishing. ISBN 0-9536564-9-7. (영어)